# Jean Penzer
Jean Penzer est un directeur de la photographie français, né le 1er octobre 1927 à Livry-Gargan et mort le 20 mai 2021 à Châtenay-Malabry.

## Biographie
Il débute comme directeur de la photographie de plusieurs courts métrages, notamment avec Georges Franju (Mon chien, 1955). Sa première participation au tournage d'un long métrage date de 1960. Sa carrière s'échelonne sur plus de quarante ans et la qualité de son travail a été unanimement saluée.

## Filmographie

### Courts métrages
- 1955 : Mon chien de Georges Franju
- 1959 : Fin d'un désert de Robert Ménégoz
- 1960 : Contrastes de Robert Ménégoz et Jean Dewever
- 1964 : Sillages de Serge Roullet
- 1964 : La Pièce d'or de Robert Ménégoz
- 1965 : Le Chant du Monde de Pierre Biro et Victoria Mercanton
- 1982 : Aurore de Dominique Delouche

### Longs métrages
- 1958 : Derrière la grande muraille de Robert Ménégoz
- 1960 : La Millième Fenêtre de Robert Ménégoz
- 1960 : Les Jeux de l'amour de Philippe de Broca
- 1961 : Le bonheur est pour demain de Henri Fabiani
- 1961 : La Récréation de François Moreuil
- 1965 : La Jeune Morte de Claude Faraldo et Roger Pigaut
- 1966 : La Voleuse de Jean Chapot
- 1967 : Le Vieil Homme et l'Enfant de Claude Berri
- 1969 : Détruire, dit-elle de Marguerite Duras
- 1969 : Le Diable par la queue de Philippe de Broca
- 1970 : Les Caprices de Marie de Philippe de Broca
- 1971 : Sans mobile apparent de Philippe Labro
- 1973 : L'Héritier de Philippe Labro
- 1975 : Peur sur la ville de Henri Verneuil
- 1975 : Aloïse de Liliane de Kermadec
- 1976 : L'Alpagueur de Philippe Labro
- 1978 : Les Rendez-vous d'Anna de Chantal Akerman
- 1978 : Préparez vos mouchoirs de Bertrand Blier
- 1979 : Lady Oscar de Jacques Demy
- 1979 : Buffet froid de Bertrand Blier
- 1981 : Malevil de Christian de Chalonge
- 1982 : Une chambre en ville de Jacques Demy
- 1983 : L'Africain de Philippe de Broca
- 1984 : Notre histoire de Bertrand Blier
- 1985 : On ne meurt que deux fois de Jacques Deray
- 1986 : Tenue de soirée de Bertrand Blier
- 1987 : La Rumba de Roger Hanin
- 1988 : Trois places pour le 26 de Jacques Demy
- 1989 : La Passion de Bernadette de Jean Delannoy
- 1990 : Amelia Lópes O'Neill de Valeria Sarmiento
- 1992 : Le Retour de Casanova d'Edouard Niermans

## Récompenses et nominations

### Récompenses
- César de la meilleure photographie en 1986 pour On ne meurt que deux fois de Jacques Deray

### Nominations
César de la meilleure photographie
- 1980, Buffet froid de Bertrand Blier
- 1982, Malevil de Christian de Chalonge
- 1983, Une chambre en ville de Jacques Demy